# Ablin
Ablin (arab. أبلين) – miejscowość w Syrii, w muhafazie Idlib. W 2004 roku liczyła 2949 mieszkańców.